# Радио Unistar
Радио «Юниста́р» (англ. Radio Unistar) — белорусская радиостанция, вещающая в Минске, Бресте, Гомеле, Могилёве и Бобруйске. Учредителями радиостанции Unistar являются Белорусский государственный университет и немецкая компания MediaInvest Gesellschaft mit beschränkter Haftung, Первым директором была Исачкина Любовь Александровна. Вещает в FM-диапазоне на частоте 99,5 МГц в Минске и Минской области, 102,3 МГц в Бресте, 99,8 МГц в Гомеле, 90,0 МГц в Могилёве и 90,2 в Бобруйске.
C 15 августа 2017 года начало вещание в Могилёве на частоте 90 МГц, в Гомеле на частоте 99,8 МГц. С 1 сентября 2017 года — в Бобруйске на частоте 90,2 МГц. В 2018 году эфир был запущен в Мяделе, Берёзе, Солигорске и Барановичах. В 2022 году эфир запущен в Сметаничах (Мозыре) на частоте 90,5 МГц и Осиповичах на частоте 95,1 МГц .

## История
Радио Unistar появилось в FM-пространстве Беларуси 22 декабря 2000 года. Первой песней эфира была «Mambo № 5» Lou Bega. В эфир первыми вышли Павел Барановский, Сергей Никитко и Виктория Косенюк. В честь открытия станции состоялся концерт-презентация в минском Дворце спорта. Концерт, ведущим которого стал Сергей Никитко, собрал более 4000 человек. Гостями презентации были DJ Groove, Лика, дуэт «Гости из будущего». Во время концерта был организован телемост между эфирной студией Unistar и Дворцом спорта.

## Ведущие эфира

#### Ведущие программ
- Петр Сафронов
- Саша Козырев
- Вадим Савин
- Полина Летова
- Анна Васильева
- Дмитрий Кустов

#### Сотрудники службы информации
- Валентин Середа
- Леся Никитина

## Формат Unistar
Музыкальный формат радио Unistar: Hot Adult Contemporary (современный взрослый формат), включающий в себя лучшие зарубежные, российские и отечественные композиции 1990х и 2000х. В 2019 году сменила слоган на «Хит за хитом». Прежние слоганы: «Только хиты 90х и 2000х!», «Ударная волна» и «На лучшей стороне жизни».
Стиль вещания Unistar: мобильный диджей, краткие оперативные новости, хитовая музыка.
Периодически в эфире звучат композиции белорусских исполнителей: до 2022 года преимущественно звучали в вечернее и ночное время, в настоящее время — иногда в музыкальном часе днём.
Примечательно, что на один час эфира почти всегда приходится две русскоязычные песни.

## Интернет-вещание
В 2002 году на сайте радио «Unistar» появилось потоковое (стримовое, онлайн) интернет-вещание. Также эти потоки можно слушать в бесплатном мобильном приложении  Unistar и Unistar Lite из Google Play и App Store. В сети Интернет доступны один основной и шесть дополнительных онлайн-канала:
- «Эфир Unistar» — прямой эфир.
- «Свежие хиты» — хит-парадная музыка.
- «Офисный канал» — спокойная музыка.
- «Двухтысячные» — только хиты.
- «Мой рок-н-ролл» — гитарные хиты.
- «В темпе» — подвижные хиты.
- «Каверы» — новые версии любимых хитов.
- «Rap-хиты» — популярные песни в жанре рэпа.

## Награды
- Радио Unistar в 2010 году стало лауреатом Премии Попова сразу в двух номинациях[4]. Две программы радиостанции — «12 месяцев» и «Звук истории» — были отмечены авторитетными жюри как лучшие среди 182 заявок, поступивших от 49 радиостанций России, Германии, Австралии, США и стран СНГ. Специальный новогодний проект службы новостей Unistar «12 месяцев», подготовленный в декабре 2009 года Сергеем Грудницким, Викторией Косенюк, Людмилой Милославской и Виктором Семашко, был назван лучшей информационной программой. Авторская программа Константина Каверина «Звук истории» победила в номинации «Культурная программа».
- 9 декабря 2016 года радиостанция одержала победу в конкурсе «Выбор года» в номинации «Радиостанции № 1 2016 года в Беларуси»[5].